# Sehradice
Sehradice är en ort i Tjeckien.   Den ligger i regionen Zlín, i den östra delen av landet, 270 km öster om huvudstaden Prag. Sehradice ligger 307 meter över havet och antalet invånare är 755.
Terrängen runt Sehradice är kuperad åt nordväst, men åt sydost är den platt. Sehradice ligger nere i en dal. Runt Sehradice är det ganska tätbefolkat, med 90 invånare per kvadratkilometer. Närmaste större samhälle är Zlín, 14,4 km nordväst om Sehradice. I omgivningarna runt Sehradice växer i huvudsak blandskog.